# Phase Eight
Phase Eight (Fashion & Design) Limited，簡稱Phase Eight（中文：Phase Eight（時裝設計）股份有限公司），在1979年，由創辦人Patsy Seddon（佩茜．斯特安），於英國旺茲沃思成家一家時裝公司，首家地點是位於Bellevue Terrace 8號。
其總部位於英國倫敦。主要業務銷售及設計優雅女性時裝產品，包括晚服，分店則在美國、澳大利亞、英國、愛爾蘭、瑞士、德國、瑞典、香港等。
香港方面，則在2014年11月21日，由港資企業Rue Madame Fashion Group時裝集團引入，於國際金融中心開幕。而海港城則在2015年5月31日開幕。

## 外部連結
- phase-eight.co.uk（页面存档备份，存于）